# Don Collins
Donald Collins, detto Don (Toledo, 28 novembre 1958), è un ex cestista statunitense, professionista nella NBA e in Francia.

## Carriera
Venne selezionato dagli Atlanta Hawks al primo giro del Draft NBA 1980 (18ª scelta assoluta).

## Palmarès

### Squadra
- 2 volte campione CBA (1986, 1987)
- Campione USBL (1986)
- Campionato francese: 3

CSP Limoges: 1987-88, 1988-89, 1989-90
- Coppa delle Coppe: 1

CSP Limoges: 1987-88

### Individuale
- NCAA AP All-America Second Team (1980)
- CBA Newcomer of the Year (1985)
- 2 volte All-CBA First Team (1985, 1986)
- 2 volte USBL Player of the Year (1986, 1987)
- 2 volte All-USBL First Team (1986, 1987)
- 2 volte miglior marcatore USBL (1986, 1987)
- Migliore nella percentuale di tiro USBL (1986)
- Miglior marcatore CBA (1986)
- All-CBA Second Team (1987)
- LNB MVP straniero: 3

CSP Limoges: 1987-88, 1988-89, 1989-90